# Ruth King
Pour les articles homonymes, voir King.
Ruth King (10 septembre 1898 à Sioux City, Iowa – 27 février 1946 à Los Angeles) est une actrice américaine du cinéma muet. Elle a joué dans de nombreux films produits notamment par les studios Essanay.

## Biographie
Ruth King a été mariée avec l'acteur Tom Forman, dont elle divorce en 1917. Elle se remarie ultérieurement avec Ward Hamilton.
En 1928, elle fut poursuivie par Verda Sherwood, qui accusait son mari, George Sherwood, d'être « tombé amoureux de Miss King ».

## Filmographie
- 1917 : The Land of Long Shadows
- 1918 : The Pen Vulture

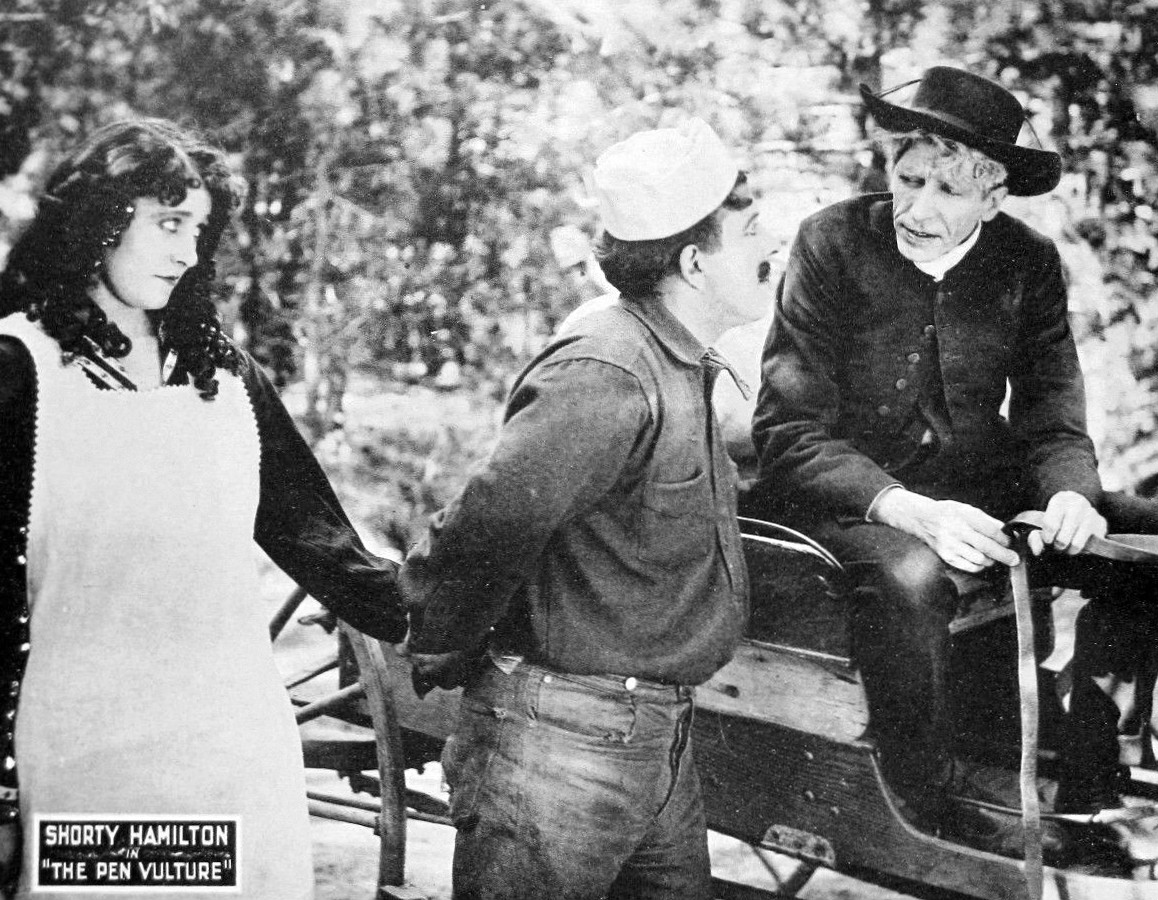
Ruth King dans The Pen Vulture (1918).

- 1920 : Les Passe-partout du diable
- 1920 : A Beggar in Purple
- 1920 : Pour l'âme de Raphaël
- 1920 : Alias Miss Dodd
- 1921 : Silent Years
- 1924 : Larmes de clown
- 1924 : La Danseuse du Caire
- 1925 : La Petite Boutiquière
- 1926 : Driftin' Thru